# بيوت العدن (الظهار)

تعديل مصدري - تعديل

بيوت العدن هي إحدى قرى عزلة الحوج القبلي بمديرية الظهار التابعة لمحافظة إب، بلغ تعداد سكانها 993 نسمة حسب تعداد اليمن لعام 2004.